# Justus Frantz
Justus Frantz (né le 18 mai 1944 à Inowrocław, Pologne, alors Hohensalza, en Allemagne) est un pianiste et chef d'orchestre allemand, également connu en tant que personnalité de la télévision.

## Biographie
Frantz commence le piano à l'âge de dix ans, puis étudie avec Eliza Hansen et Wilhelm Kempff à la Hochschule für Musik de Hamburg grâce à une bourse de la Studienstiftung des deutschen Volkes. Au concours international de musique de l'ARD de Munich, il remporte avec son collègue Claus Kanngießer la seconde place de la catégorie duo pour violoncelle et piano en 1967. 
En 1970, il joue pour la première fois avec l'Orchestre philharmonique de Berlin, sous la direction d'Herbert von Karajan. En 1975, il fait ses débuts américains avec l'Orchestre philharmonique de New York, dirigé par Leonard Bernstein, qui deviendra son ami. Il a joué avec d'autres chefs d'orchestre, notamment Carlo Maria Giulini et Rudolf Kempe. Il fonde le festival musical de Schleswig-Holstein en 1986 et devient Ambassadeur de bonne volonté auprès du Haut Commissariat des Nations unies pour les réfugiés en 1989, un poste qu'il n'exerce plus aujourd'hui. Il a également fondé le Philharmonia of the Nations en 1995. Depuis septembre 2013, Justus Frantz sert en tant que directeur musical de l'Israël Sinfonietta Beer Sheva. 
Il a deux fils : Christopher Tainton, avec la pianiste Carol Tainton ; et Justus Konstantin Frantz, avec Xenia Dubrowskaja.

## Répertoire
Frantz joue surtout la musique des périodes classique et romantique, en particulier celle de Mozart. Il a interprété nombre de pièces en duo et à quatre mains avec Christoph Eschenbach.